# Book of Longing
Book of Longing är en bok med dikter och illustrationer av poeten och artisten Leonard Cohen, utgiven 2006. Book of Longing innehåller 167 tidigare opublicerade dikter och illustrationer, huvudsakligen skrivna på ett Zen-kloster på Mount Baldy i Kalifornien, där Cohen bodde från 1994 till 1999, och i Indien, som han besökte regelbundet under 1990-talet. 